# Чардак (Сремска Каменица)
Чардак је део насеља Сремска Каменица у Новом Саду, градска општина Петроварадин у Јужнобачком округу. Према попису становништва из 2002. Чардак је имао 3.251 становника, док је према попису из 1991. у њему живело 2.138 становника.
Овај део Каменице је познат по изузетно лепим кућама, прелепим погледом на цео Нови Сад, и изузетно квалитетном воћу и виновој лози.

## Историја
Овај део Сремске Каменице је кроз целу своју историју познат као део Каменице где се гаји најквалитетнија винова лоза, у подручју Сремске Каменице. Тек у последње 2 до 3 деценије је Чардак добио на експанзији становништва, и аутоматски смањења броја винограда.
Прве насеобине на подручју Чардака се налазе још од старе ере пре Христа. Самим оснивањем Ср. Каменице половином 13. века, земљорадници и виноградари су своје винограде, њиве и воћњаке организовали на подручју Чардака. За време, и након турске окупације, хришћани из Доње Каменице се померају ка брду, у овом случају највише ка Поповици, Чардаку и Главици, где насељавају и рубне делове Чардака, односно Главице. У том периоду овај део Каменице и добија данашњи назив - Чардак, због боравка турске војске и њихових логора на подручју овог дела места. Након одласка Турака, народ се враћа у доње, приобалне области Каменице, а Чардак остаје да буде виноградарско насеље. Почетком 20. века, држава тражи место за клинички центар за плућна и срчана обољења, а Чардак, због свог повољног положаја, и изузетно чистог ваздуха бива изабран за изградњу клиничког центра. Након Другог светског рата, 60-их година се клинички центар премешта мало ближе граду и Каменици, а стара зграда института остаје празна. Након рата '90-их, протеране избеглице из Крајине и Републике Српске се у великом броју досељавају у Сремску Каменицу. Највећи део избеглица насељава Парагово, док такође велики део насељава и Чардак. Стари Институт на Чардаку од тад служи као кућа за избеглице, али је у страшно лошем и оронулом стању, а избеглице које су остале и након 20 година у старој згради клиничког центра, живе у невероватним условима за 21. век. Експанзиом становништва овог дела Ср. Каменице, почетком 21. века се уводи редовна градска линија аутобуса 69, али та линија долази само до почетка Чардака, те остатак становништва из унутрашњости насеља мора да се сналази са другим линијама, обично параговским аутобусом 72.
Такође занимљива информација је та што се на Чардаку налази велики број изузетно лепих и уређених кућа - вила, пре свега због лепоте самог места, предивног погледа на цео град, а пре свега велике близине центру града. Нпр. Чардак је од центра града удаљен 8,1 км, док су неки делови града, нпр. Ново Насеље од центра удаљени и више од 10 км.